# Allen (proyectos colaborativos)
Allen/.... es un proyecto de heavy metal melódico formado en 2005 por el guitarrista Magnus Karlsson (Primal Fear, Starbreaker) con dos conocidos vocalistas: el cantante de Masterplan Jørn Lande y el de Symphony X Russell Allen. Los tres primeros álbumes fueron producidos y escritos por Karlsson, mientras que en The Great Divide fue reemplazado por Timo Tolkki. Las canciones muestran rasgos de hard rock y metal progresivo.
En 2019, Lande anunció que no habría más álbumes de Allen/Lande, citando su propia falta de entusiasmo: «Originalmente nunca iba a haber más de un álbum Allen/Lande por mi parte, pero desde que se hizo popular Russell y yo acordamos hacer otro. Después de éste, pensé que quizá tres como máximo, ya que era más bien un proyecto paralelo. Después de The Great Divide, que grabé con Timo Tolkki, pensé que había llegado el momento de dejarlo. También me di cuenta de que había otros lanzamientos con un estilo similar pero con cantantes diferentes, así que todo empezó a parecerme demasiado inventado". Allen siguió adelante con otra colaboración, Allen/Olzon, esta vez con la antigua cantante de Nightwish Anette Olzon. Su primer álbum juntos, Worlds Apart, salió a la venta el 6 de marzo de 2020. Su segundo álbum, Army of Dreamers, salió a la venta el 9 de septiembre de 2022.

## Discografía

### Allen/Lande
- The Battle (2005)
- The Revenge (2007)
- The Showdown (2010)
- The Great Divide (2014)

### Allen/Olzon
- Worlds Apart (2020)
- Army of Dreamers (2022)

## Miembros

### Formación actual
- Russell Allen - vocalista (2005–presente)
- Magnus Karlsson — guitarras, bajo, teclados (2005–2013, 2019–presente)
- Anette Olzon — voz y voz de respaldo (2019–presente)
- Anders Köllerfors — batería, percusion (2019–presente)

### Miembros antiguos
- Magnus Karlsson - guitarras, bajo, teclado (2005–2013)
- Jaime Salazar - batería (2005–2013)
- Jørn Lande - vocalista (2005–2019)
- Timo Tolkki - guitarras, bajo, teclado (2013-2019)
- Jami Huovinen - batería (2013-2019)